# Ovanåker (comuna)
Ovanåker (em sueco: Ovanåker kommun;  PRONÚNCIA) é uma comuna da Suécia localizada no condado de Gävleborg. Sua capital é a cidade de Edsbyn. Possui 1 873 quilômetros quadrados e segundo censo de 2018, havia 11 684 habitantes.